# Escola Secundária Carolina Michaëlis

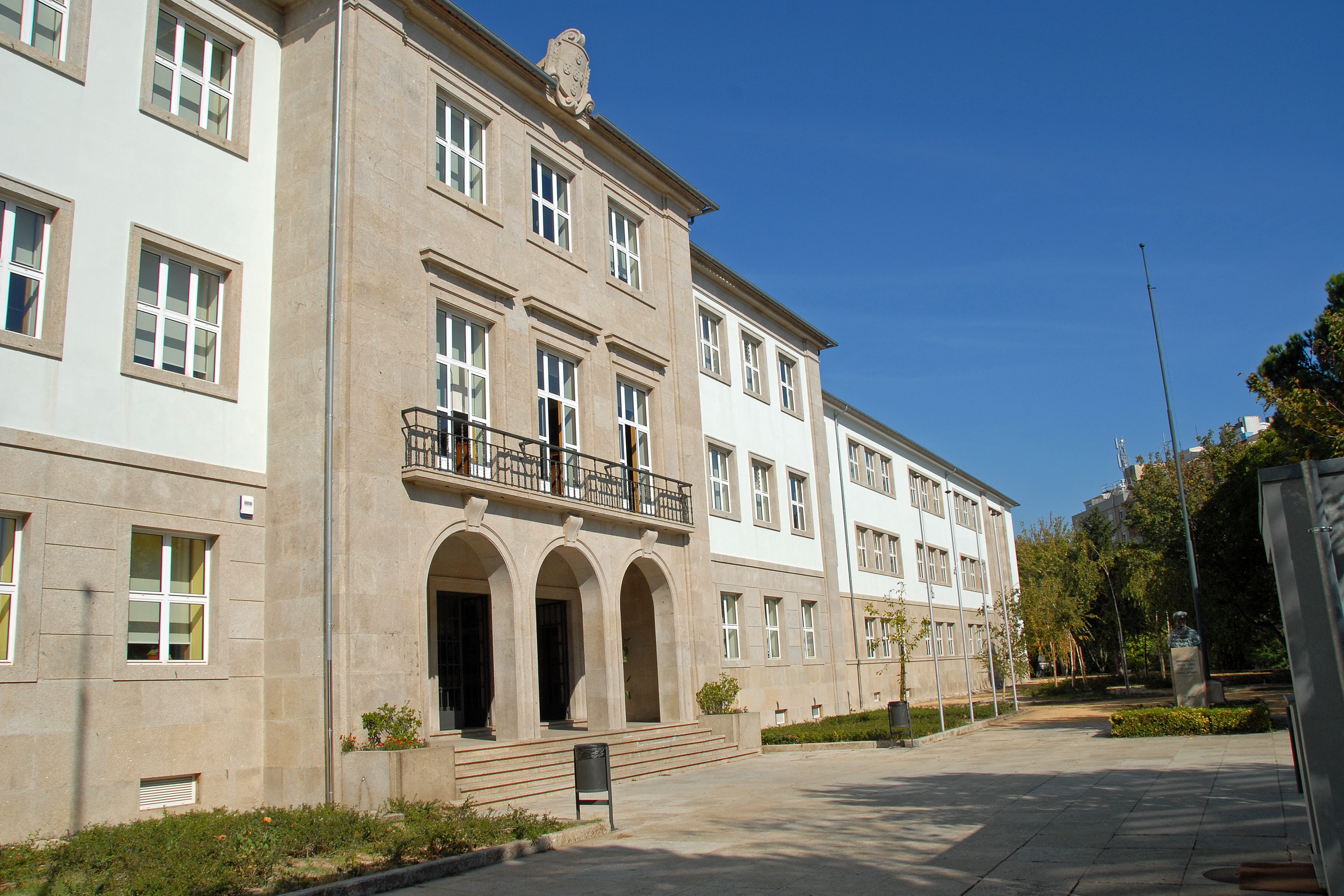

A Escola Secundária de Carolina Michaëlis é uma escola do 3.º ciclo do ensino básico e do ensino secundário na cidade do Porto, em Portugal.
A origem da escola remonta a 1914, ano em que foi criada a Secção Feminina dos Liceus do Porto, como resultado de pedidos da Câmara Municipal que, há muito reclamava por um liceu feminino e por um Conservatório de Música. Em 1916 é ventilado o nome de Filipa de Lencastre como nome para a escola, mas em 1918 é aprovado o nome Sampaio Bruno (Liceu Central Feminino de Sampaio Bruno).Esta escolha reflecte a orientação política do corpo docente que é fundamentalmente defensor dos ideais democráticos e republicanos.
Carolina Michaelis de Vasconcelos (casada com um professor da vizinha escola Rodrigues de Freitas) lecciona no liceu feminino entre 1915 e 1916 e torna-se patrona do liceu em 1926. Esta mudança reflete uma tentativa de fazer tábua rasa da cultura pedagógica da República pelo novo regime ditatorial.O liceu passa a ter uma população estudantil, docente e administrativa exclusivamente feminina.
Instalações do Liceu
As instalações originais do liceu foram no nº 441 da rua de Cedofeita, onde funcionará em péssimas condições até 1921. A partir de Abril de 1921, o liceu passa a funcionar nas instalações do antigo colégio inglês na Praça Coronel Pacheco. O edifício sofre obras de recuperação importantes em 1933, mas o rigoroso inverno de 1940 cumpre a sua função, provocando estragos importantes. As  condições para docentes e discentes  requerem a construção de um edifício de raiz. O arranque das obras na Rua Infanta D. Maria ocorre em Setembro de 1937 com um orçamento de 9200000$00 e nos terrenos da antiga Quinta do Meio da Ramada Alta. A escola é inaugurada em 27 de Abril de 1951 nas instalações que ocupa actualmente.
Em 2007, no âmbito de um programa de renovação de escolas, a escola sofreu uma remodelação que seguiu um projeto do arquiteto Manuel Fernandes de Sá.

## Imagens

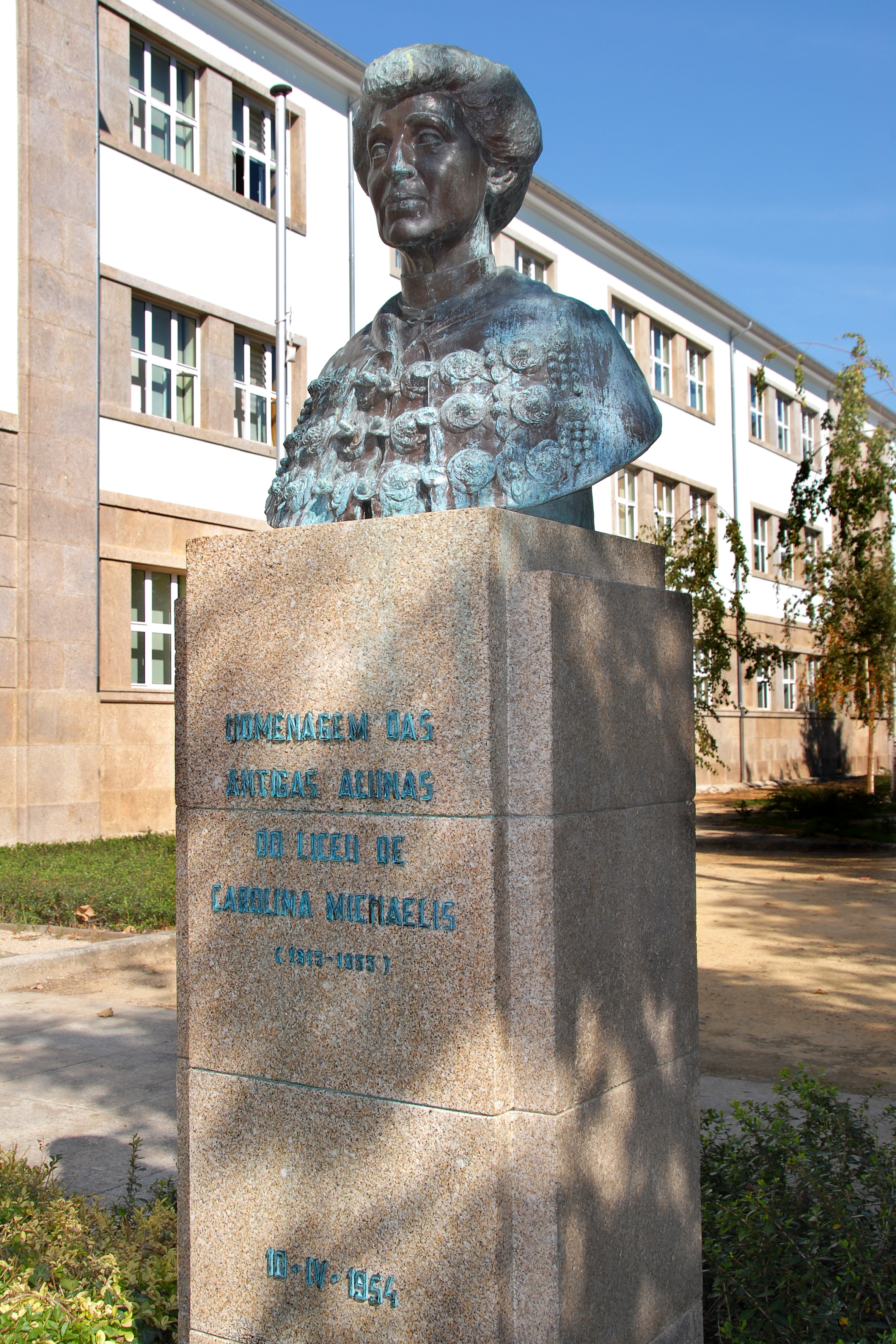
Busto de Carolina Michaëlis
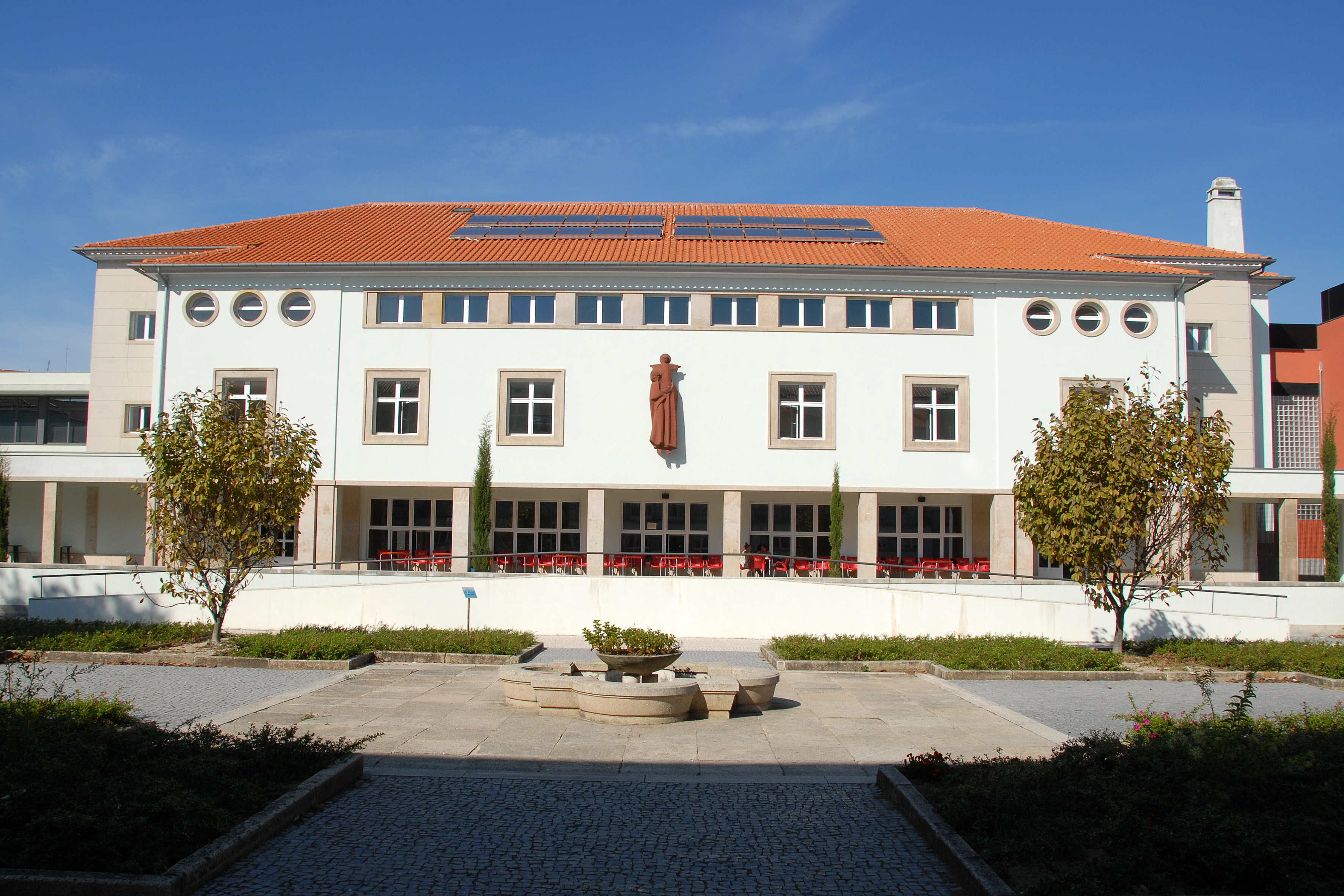
Edifício da cantina, bar e ginásio
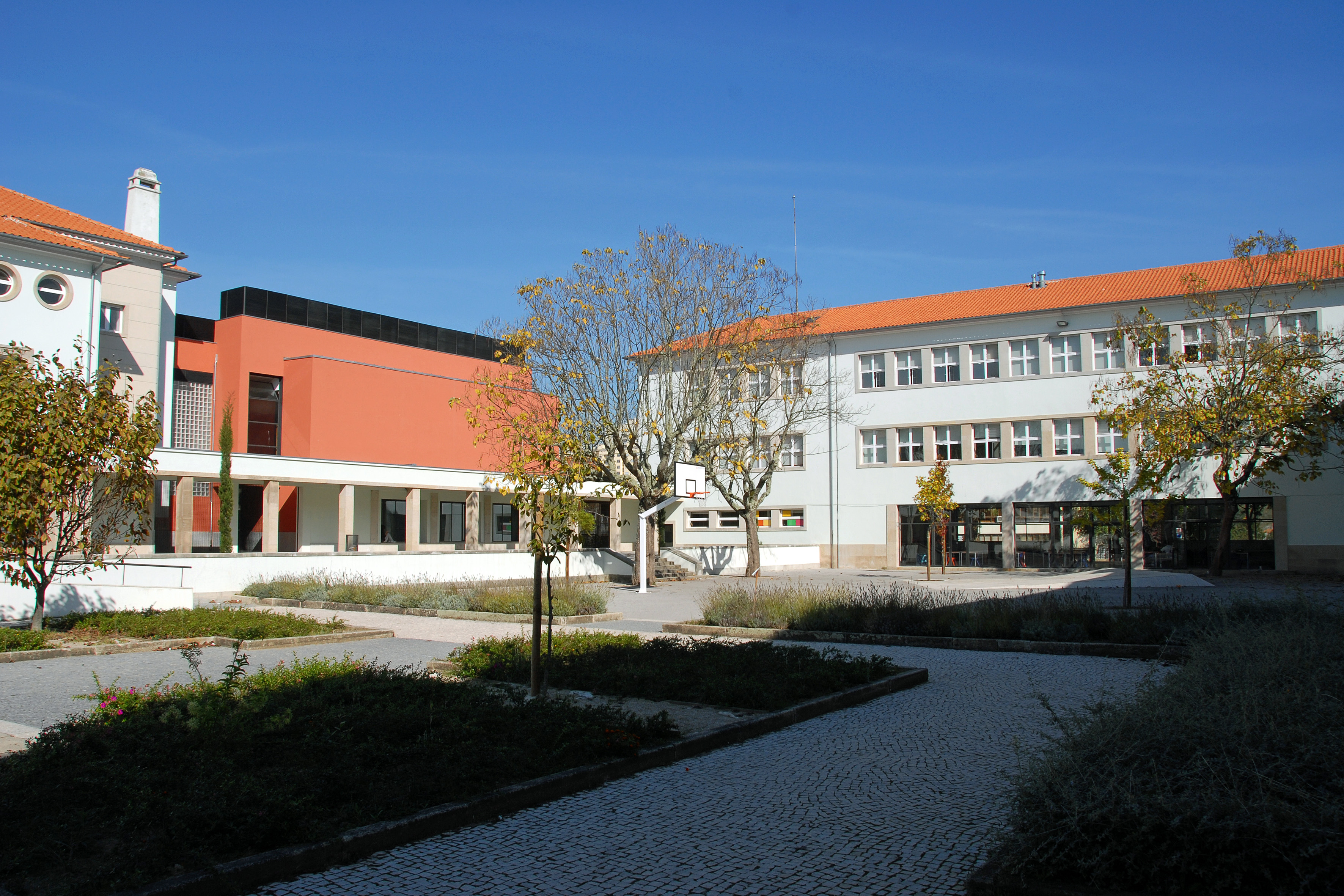
Pátio Interior
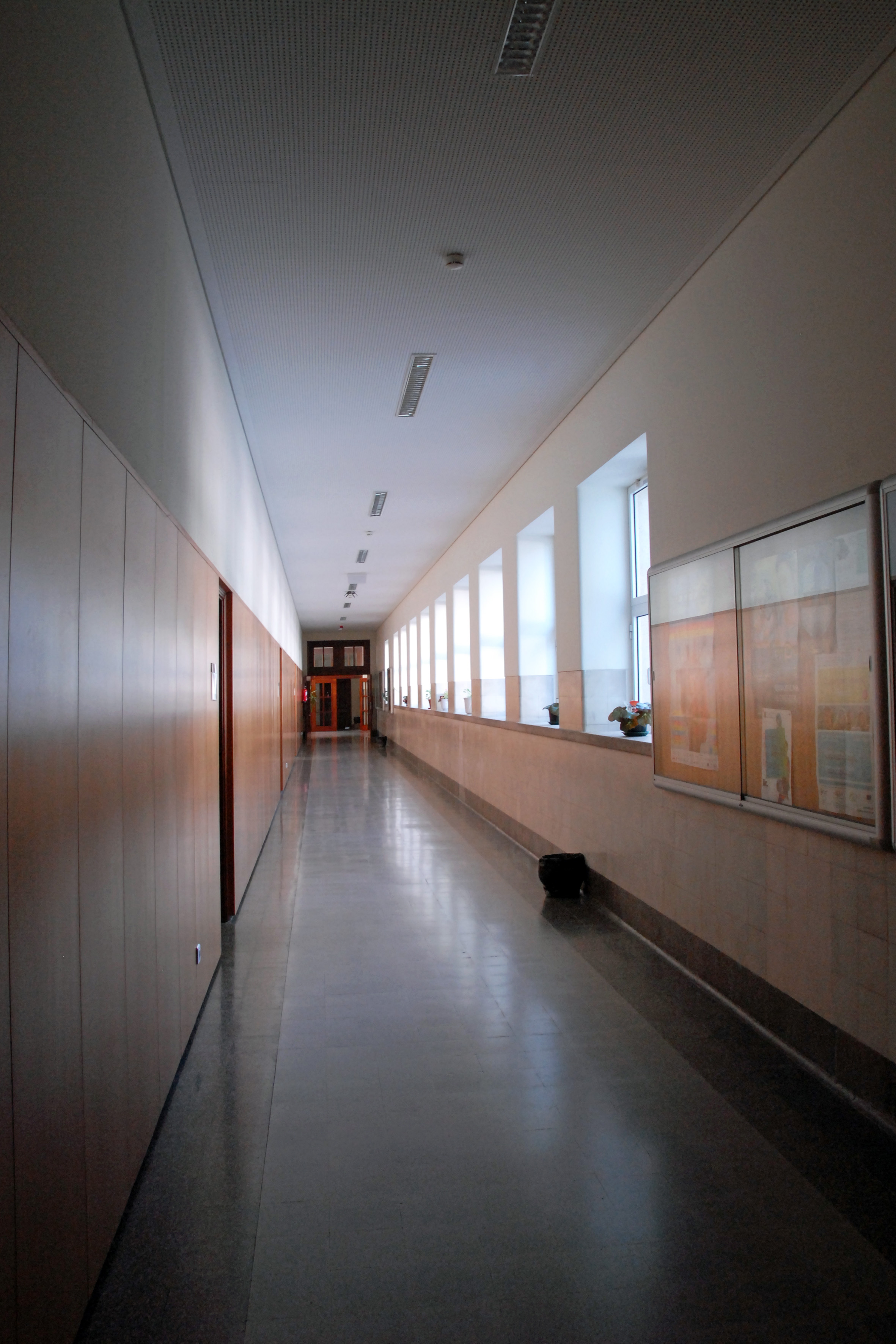
Corredor piso 0
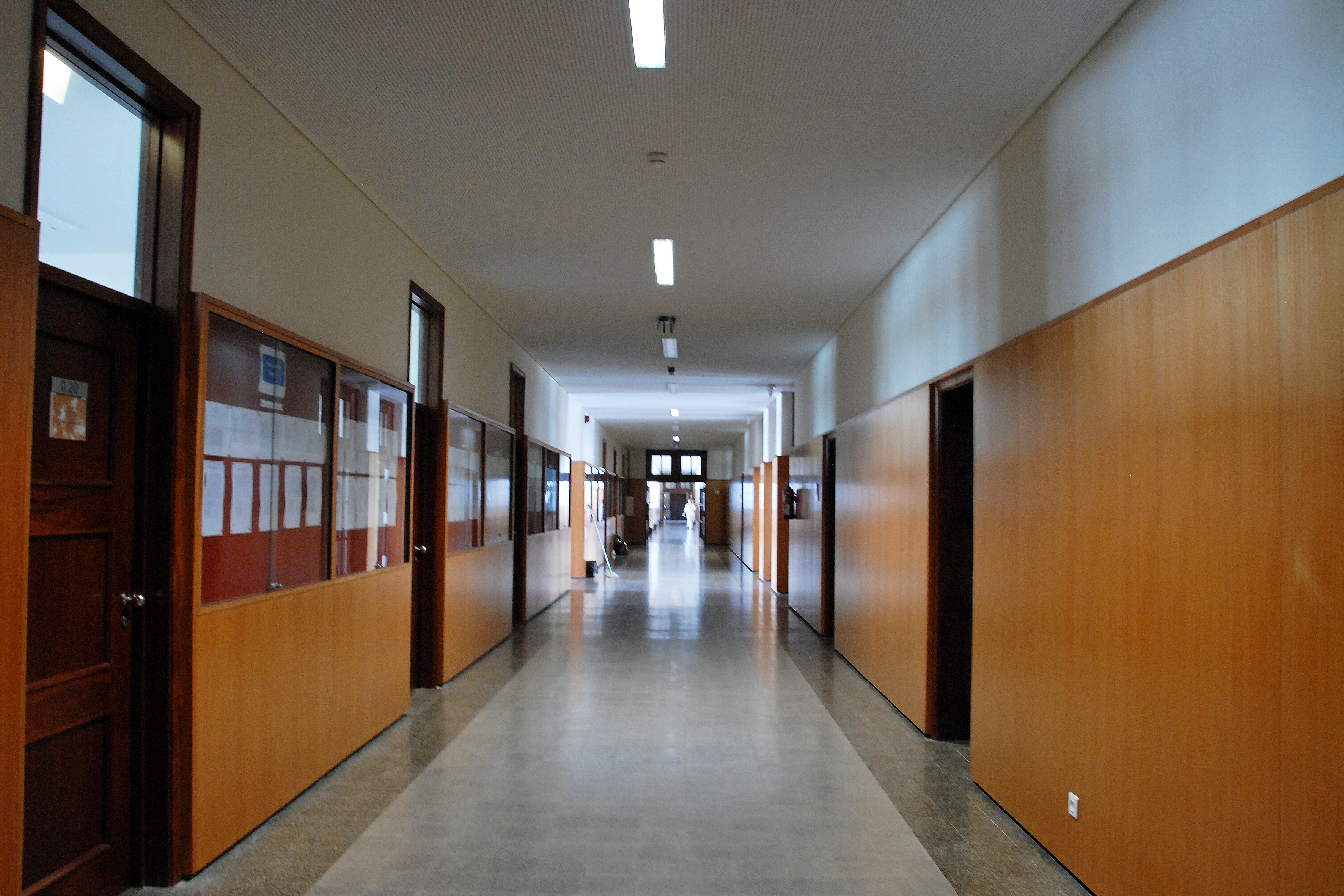
Corredor principal e entrada
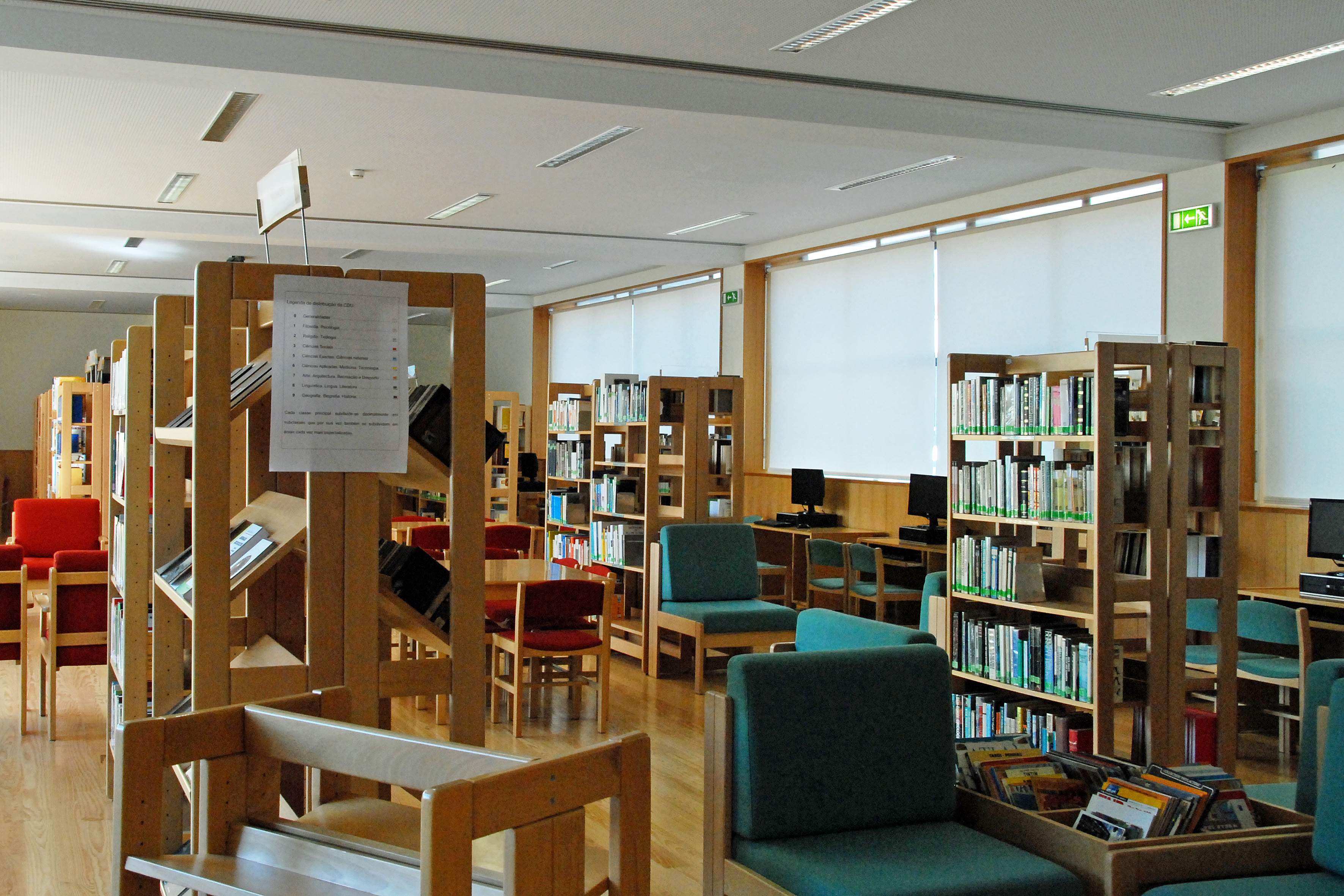
Biblioteca e centro de recursos
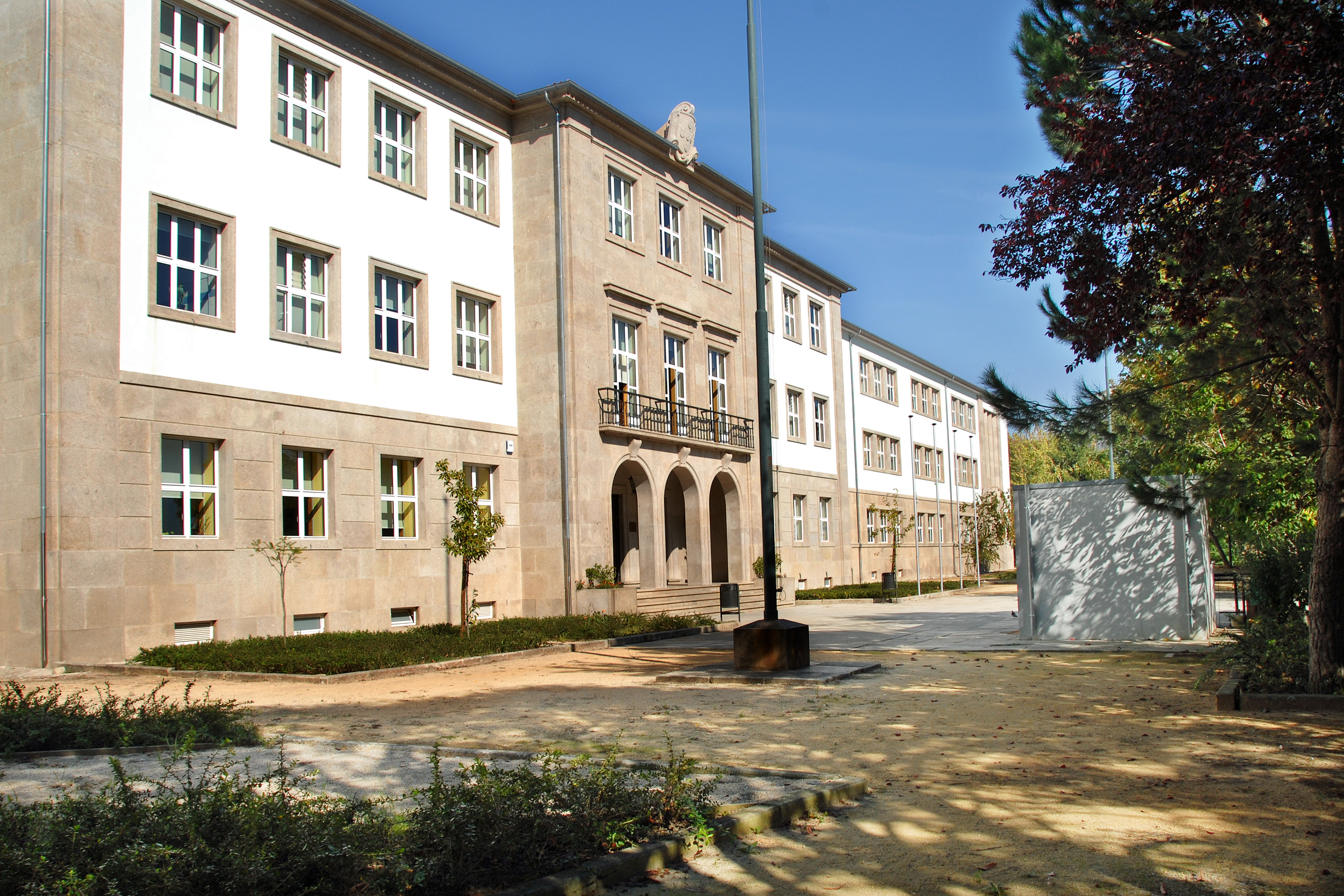
Edifico principal
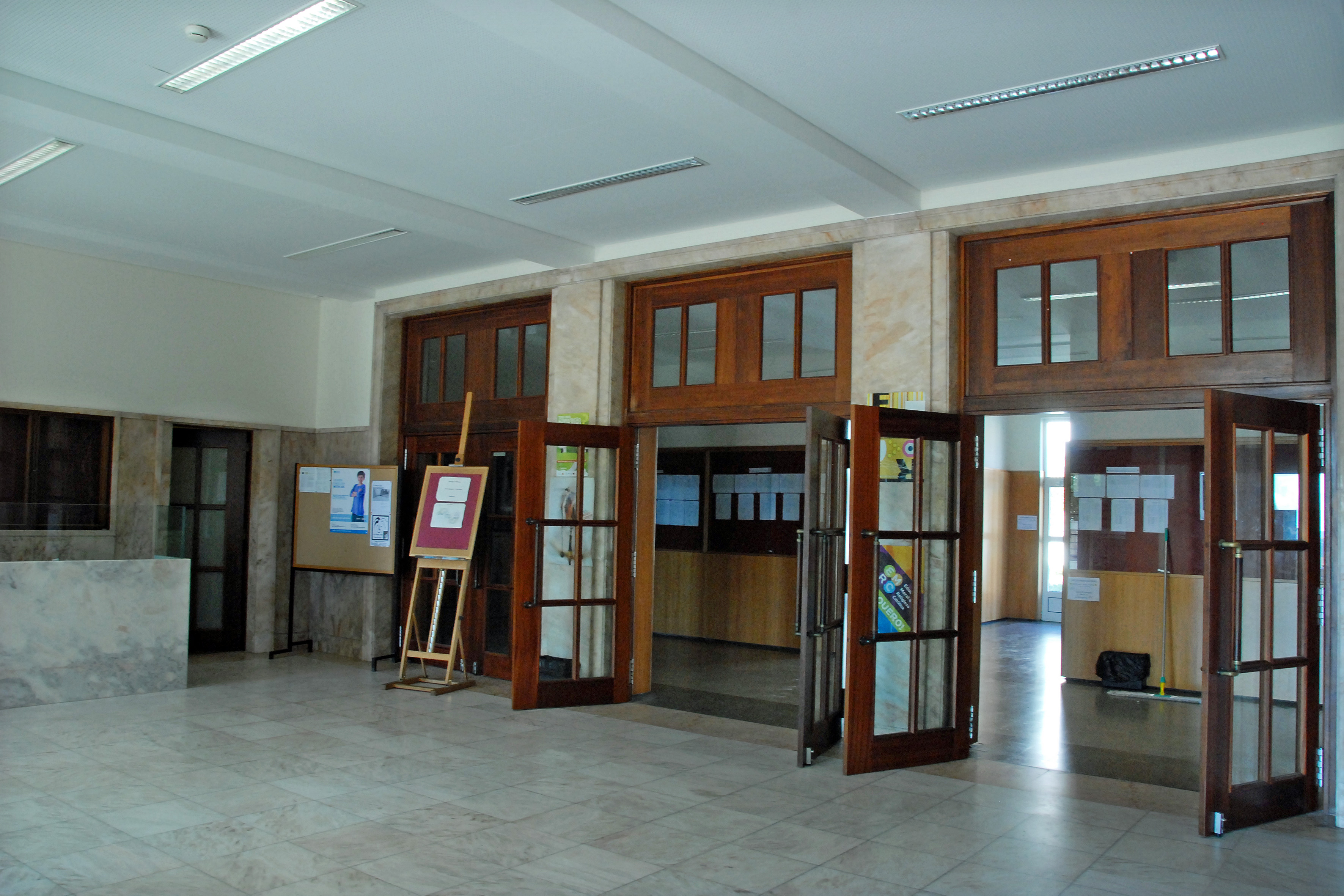
Entrada principal